# Cuatro madrigales amatorios
Cuatro madrigales amatorios' es un ciclo de canciones compuesto por el compositor español Joaquín Rodrigo en 1947 sobre poemas anónimos procedentes de la antología de Juan Vásquez Recopilación de sonetos y villancicos a cuatro y cinco voces (Sevilla, 1560).
A finales de los años treinta, Rodrigo escuchó en París estos poemas con música de vihuelistas del Renacimiento a cargo de Emilio Pujol y la soprano Conchita Badía. En 1947 pone música a cuatro de ellos para soprano y piano, y se estrenan el 4 de febrero de 1948 en el Círculo Medina de Madrid con el compositor al piano y cuatro sopranos distintas, una por poema: Blanca María Seoane, Celia Langa, María de los Ángeles Morales y Carmen Pérez Durías.
Un año más tarde, las piezas fueron orquestadas por el propio compositor para dos flautas (la segunda también flautín), oboe, fagot, trompa y cuerda.
Una interpretación convencional dura ocho minutos.

## Poemas
- ¿Con qué la lavaré?. Con indicación Allegro molto tranquillo.

- Vos me matásteis. Con indicación Andantino.

- ¿De dónde venís, amore?. Con indicación Allegretto grazioso.

- De los álamos vengo, madre. Con indicación Allegro molto.

Los temas musicales son originales, siguiendo el estilo de los originales renacentistas, si bien para De los álamos vengo, madre utiliza la melodía original, aunque proporcionando su propio y bullicioso acompañamiento.

## Discografía
- Raquel Lojendio, soprano. Orquesta Sinfónica del Principado de Asturias, Maximiano Valdés, 2003 (Naxos).